# Magyarországi gyárak listája iparágak szerinti bontásban
Az alábbi lista a magyarországi – Budapesten kívüli – gyárakat, nagyobb üzemeket, ipari vállalatokat mutatja be. A nagyobb iparosodás a XIX. században kezdődött Magyarországon. A XX. század első és második felében folytatódott ez a tendencia. Több nagy ipari üzem a rendszerváltás után fejezte be működését. Az alábbi lista iparágak szerint, tematikus felbontásban mutatja be a magyarországi gyárakat. (Földrajzi alapon a Magyarországi gyárak listája területi bontásban lap sorolja fel őket.)

## Vas- és acélgyárak
- Ózdi Kohászati Üzemek
- Diósgyőri Acélművek
- Dunai Vasmű
- Szarvasi Vas-Fémipari Zrt.
- Salgótarjáni Kohászati Üzemek
- December 4. Drótművek
- Balassagyarmati Kábelgyár
- Kisteleki Kábelgyár
- Szegedi Kábelgyár
- Ongai Csavargyár
- Borsodnádasdi Lemezgyár
- Almásfüzitői Timföldgyár
- Ajkai Timföldgyár
- Borsodi Ércelőkészítő Mű
- Beton- és Vasbetonipari Művek Lábatlani Gyára
- Székesfehérvári Könnyűfémmű
- Új Élet Mgtsz Öntödéje, Vasöntöde és Gépgyr Rt., AKG Alföldi Kohászati és Gépipari Zrt.
- Bátony-Steel Acélipari és Kereskedelmi Kft.
- Kovács Vegyesipari Kereskedelmi és Szolgáltató Kft.
- Bajai Vas és Fémipari Szövetkezet
- Magyar Gördülőcsapágy Művek (Debrecen)
- Mosonmagyaróvári Timföld- és Műkorundgyár
- Egri Vasöntöde

## Gépgyárak
Agrometál-Food-Tech Kft. Élelmiszeripari gépgyár (Budapest, Ráckeresztúr)
- Magyar Suzuki Zrt.
- Audi Hungaria Zrt.
- Rába Járműipari Holding
- Magyar Lloyd Repülőgép- és Motorgyár
- Mercedes-Benz Manufacturing Hungary
- Ikarus Karosszéria- és Járműgyár
- Ikarus Móri Alkatrészgyár Leányvállalat
- Magyar Gördülőcsapágy Művek
  - MGM Diósdi Gyára
  - MGM Balmazújvárosi Gyára
- Dunakeszi Járműjavító Kft.
- Ganz Árammérőgyár
- Siroki Gépgyár
- Egri Gépgyár
- Szécsényi Gépgyár
- Sátoraljaújhelyi Gépgyár
- Gyöngyösi Gépgyár
- Nagybátonyi Gépgyár
- Jászberényi Hűtőgépgyár
- Jászberényi Aprítógépgyár
- Stadler Szolnok Vasúti Járműgyártó Kft.
- Április 4. Gépipari Művek
- Diósgyőri Gépgyár
- Szolnoki Mezőgazdasági Gépgyártó és Szolgáltató (Mezőgép Rt.)
- Dunántúli Kőolajipari Gépgyár
- Ceglédi Villamosipari Gyár
- EVIG (Tokod)
- Metripond Mérleggyár (Hódmezővásárhely)
- Hajdúsági Gépgyártó Vállalat (HAJDU Hajdúsági Ipari Zrt.)
- Alföldi Kőolajipari Gépgyár
- ZF Hungária Kft.
- Bajai Villamossági Gyár
- Ganz Villamossági Művek Bajai Készülékgyár
- Kismotor és Gépgyár
- ÉLGÉP – Élelmiszeripari Gépgyár (Szombathely)
- Mezőgazdasági Gépgyár (Szombathely)

## Építőanyaggyárak

### Üveggyárak
- Ajka Kristály
- Salgótarjáni Öblösüveggyár
- Sajószentpéteri Üveggyár
- Miskolci Üveggyár Rt.
- Parádsasvári Üveggyár
- Orosházi Üveggyár
- Karcagi Üveggyár
- Vásárosnaményi Üveggyár

### Téglagyárak
- Balatonszentgyörgyi Tégla- és gerendagyár
- Északmagyar Téglaipari Kft.
- Pápateszéri Téglagyár
- Kaposvári Téglagyár
- Pilisborosjenői Téglagyár
- Őrbottyáni Téglagyár
- Soproni Téglagyár
- Mátraderecskei Téglagyár
- Mezőtúri Téglagyár
- Alsómocsoládi Téglagyár
- Kisújszállási Téglagyár
- Mályi Téglagyár
- Mázai Téglagyár
- Mezőberényi Téglagyár
- Hatvani Téglagyár
- Gyöngyösi Téglagyár
- Egri Téglagyár
- Tatai Téglagyár
- Teveli téglagyár
- Bátaszéki téglagyár
- Paksi téglagyár
- Hidasi téglagyár
- Serényfalvi téglagyár

### Cementgyárak
- Bélapátfalvi Cementgyár
- Beremendi Cementgyár
- Duna-Dráva Cement Kft.
- Hejőcsabai Cement- és Mészipari Kft.
- Váci Cementgyár
- Felsőgallai Cementgyár
- Lábatlani Cementgyár
- Eternit Azbesztcementipari Vállalat (Nyergesújfalu)
- Selypi Cementgyár
- Szentendrei Cementgyár

### Porcelángyárak
- Alföldi Porcelángyár (Hódmezővásárhely)
- Herendi Porcelánmanufaktúra Zrt.
- Hollóházi Porcelánmanufaktúra
- Zsolnay porcelángyár (Pécs)
- Zalakerámia (Tófej)
- Majolikagyár (Hódmezővásárhely)
- Majolikagyár (Városlőd)
- Romhányi Építési Kerámiagyár
- Kalocsai Porcelánfestő Üzem

### Házgyárak
egyéb:
- Zalaszentgróti Építőipari Vállalat

## Élelmiszeripari gyárak

### Húsfeldolgozó üzemek
- Pick Szeged Zrt. (Szegedi Szalámigyár és Húskombinát)
- Herz Szalámigyár
- Gyulai Húskombinát
- Pápai Húskombinát
- Győr-Sopron megyei Állatforgalmi és Húsipari Vállalat (Kapuvár)
- Debreceni Húskombinát
- Zalabaromfi Zrt.
- Bábolna Húsfeldolgozó-Hűtőház Kft.
- Baranya Megyei Baromfifeldolgozó Vállalat
- Baromfifeldolgozó Vállalat Sárvár
- Baromfifeldolgozó Vállalat Törökszentmiklós
- Hungerit Zrt. (Szentesi Baromfifeldolgozó Vállalat)
- Kecskeméti Baromfifeldolgozó Vállalat
- Orosházi Baromfifeldolgozó Vállalat
- Váci húsüzem
- Ceglédi húsüzem
- Bácskai Vágó és Húsfeldolgozó Társulás (Baja)
- Tolna-Hús Zrt (Szekszárdi Húsipari Vállalat)

### Tésztagyárak
- Győri Tésztagyár
- Gyermelyi Tésztagyár
- Dunakeszi Tésztagyár
- Kalocsai Tésztagyár
- Szegedi Tésztagyár
- Debreceni Tésztagyár
- Celldömölki Tésztagyár

### Konzervgyárak
- Globus Konzervgyár
- Kecskeméti konzervgyár (1921)
- Nagykörösi konzervgyár (1932)
- Dunakeszi konzervgyár (1929)
- Paksi konzervgyár (1932)
- Hatvani konzervgyár (1934)
- Váci konzervgyár
- Győri konzervgyár
- Nagyatádi konzervgyár
- Kaposvári konzervgyár
- Békéscsabai Konzervgyár
- Szigetvári konzervgyár
- Nyíregyházai konzervgyár
- Miskolci konzervgyár
- Pósteleki konzervgyár
- Kalocsai Paprika- és Konzervipari Vállalat
- Szegedi Paprika Zrt.

### Csokoládégyárak, édesipar
- Szerencsi Csokoládégyár
- Stühmer (Duna Csokoládégyár)
- Csemege Csokoládégyár
- Zamat Keksz- és Ostyagyár
- Győri Csokoládégyár
- Jánossomorja Csokoládégyár
- Diósgyőr Csokoládégyár
- Lacta Tápszergyár (Körmend)
- Bonbonetti (Nagykanizsa)

### Szeszgyárak
- Borsodi Sörgyár Kft.
- Eger Mátravidéki Borgazdasági Kombinát
- Miskolci Likőrgyár Zrt.
- Nagykanizsai Sörgyár Rt.
- Heineken Hungária Sörgyárak Zrt.
- Szabadegyházai Szeszgyár
- Pécsi Sörfőzde
- Martfűi Sörgyár
- Győri Szeszgyár és Finomító
- Kisvárdai Szeszgyár
- Enyingi Szeszgyár
- Szőnyi Szeszgyár
- Gróf Esterházy Ferenc uradalmi pezsgőgyára (Tata)
- Kiskunhalasi likőrüzem
- Somogyudvarhelyi Mezőgazdasági Szeszgyár
- Nagydorogi Mezőgazdasági Szeszgyár

### Növényolajgyárak
- Rákospalotai Növényolajgyár
- Győrszigeti Olajgyár (Győri Növényolajgyár)
- Nyírbátori Növényolajgyár
- Martfűi Növényolajgyár
- Foktői Növényolajgyár – Viterra[2] Növényolajgyártó Kft.

### Tejfeldolgozók, tejipar
- Kaposvári Tejüzem
- Pécsi Tejüzem
- Debreceni Tejüzem
- Marcali Tejüzem
- Miskolci Tejüzem
- Nádudvari Tejüzem
- Jásztej (Jászapáti)
- Székesfehérvári Tejüzem (Alföldi Tej Kft.)
- Szombathelyi Tejüzem
- Váci Tejüzem (Naszálytej)
- Keszthelyi Tejüzem
- Tolnatej Zrt. (Szekszárdi Tejipari Vállalat)
- Sole-Mizo Zrt. (Csongrád Megyei Tejipari Vállalat)
- Kisteleki Tejüzem
- Répcelaki Sajtgyár
- Szabolcstej Tejipari Rt.
- Savencia Fromage & Dairy Hungary Zrt. (Veszprém)
- Budatej (Törökbálint)

### Tartósítóipari gyárak
- Székesfehérvári Hűtőház
- Miskolci Hűtőház

### Hibridkukorica-üzemek
- Martonvásári hibridüzem
- Bólyi hibridüzem
- Debreceni hibridüzem
- Bajai hibridüzem
- Mezőnagymihályi hibridüzem
- Mezőhegyesi hibridüzem
- Muronyi hibridüzem
- Ceglédi hibridüzem
- Dalmandi hibridüzem
- Mezőfalvai hibridüzem
- Hódmezővásárhelyi hibridüzem
- Mosonmagyaróvári hibridüzem
- Törökszentmiklósi hibridüzem
- Kiszombor hibridüzem
- Hidasháti hibridüzem
- Szenttamási hibridüzem

### Egyéb élelmiszeripari gyárak
- Szegedi Paprikafeldolgozó Vállalat
- Gödöllői Sütőipari Vállalat
- Győri Keksz Kft.
- Univer cégcsoport
- Dunaújvárosi malátagyár
- Dunaújvárosi malom
- Dorogi kenyérgyár
- Bajai Kenyérgyár Községi Vállalat
- Franck és Fiai Rt. cikóriafeldolgozó üzem (Jánossomorja)
- Szénsavtermelő Vállalat Répcelak

## Dohánygyárak
- Pécsi Dohánygyár
- Egri Dohánygyár
- Debreceni Dohánygyár
- Nyíregyházi Dohányfermentáló Vállalat
- Pápai Dohánygyár
- Sátoraljaújhelyi Dohánygyár
- Szegedi Dohánygyár

## Bőr-, szőrme- és cipőgyárak
- Pécsi Kesztyűgyár
- Pécsi Bőrgyár
- Agóratex Fonó- és Kikészítő Vállalat (Budapest)
- Sabaria Cipőgyár (Szombathely)
- Bonyhádi Cipőgyár
- Duna Cipőgyár (Budapest)
- Tisza Cipőgyár (Martfű)
- Simontornyai Bőrgyár
- Szegedi Cipőgyár
- Alföldi Cipőgyár (Kecskemét)
- Minőségi Cipőgyár (MINO)  (Budapest, Csenger)
- Endrődi Cipész Szövetkezet (ENCI)
- Földvár Gumiipari Szövetkezet (Dunaföldvár)

## Fafeldogozó üzemek, bútorgyárak
- Pécsi Orgonaépítő Manufaktúra Kft.
- AGRIA Bútorgyár – Egri bútorgyár
- Balaton Bútorgyár Zrt. (Veszprém)
- Encsi bútorgyár
- Franciavágási Fűrészáru Gyár
- Orosházai Faipari Vállalat
- Vértesi Állami Erdő- és Fafeldolgozó Gazdaság (Kisbér)
- Lenti Fafeldolgozó Üzem
- Csömödéri Fafeldolgozó
- Gyöngyösi fűrészüzem
- Kanizsa Bútor Kft. (Kanizsa Bútorgyár) (Nagykanizsa)
- Ládi fűrészüzem
- Nyugat-Magyarországi Fagazdasági Kombinát (FALCO) (Szombathely)
- Pusztavámi fűrészüzem
- Pörbölyi fűrészüzem
- Tisza Bútorgyár (Szolnok)
- Szatmár Bútorgyár (Mátészalka)
- Zala Bútorgyár Rt. (Zalaegerszeg)
- Felnémeti fűrészüzem
- Bajai Épületasztalosipari és Faipari Vállalat
- KRONOSPAN-MOFA Hungary Farostlemezgyártó Kft. (Mohácsi Farostlemezgyár / MOFA)
- Vásárosnaményi Forgácslapgyár
- Vásárosnaményi Ládagyár

## Papírgyárak[3]
- Diósgyőri Papírgyár
- Fűzfői Papírgyár
- Lábatlani Papírgyár
- Szentendrei Papírgyár
- Székesfehérvári Papírgyár
- Dunapack ZRt. Hullámtermékgyár (Dunaújváros)
- Hamburger Hungária Zrt. (Dunaújvárosi Papírgyár)
- Kiskunhalasi papírgyár (Halaspack Dobozgyártó Kft.)
- 1839. Hüttner Keresztély Pécsi Papírgyára
- 1923. Első Magyar Cartonlemezgyár Rt. (CLB) (Budapfok)
- 1924. Neményi Testvérek Papírgyár Rt. (NEPART) Csepel
- 1928. Hazai Papírgyár Rt. (HP)
- 1929. Pesterzsébeti Papírgyár Kft.
- 1935. Szolnoki Papíripar Rt. (Szolnoki Papírgyár)
- PV Budai Dobozgyára
- PV Csomagolóanyaggyára
- PV Duna Papírárugyára (Csepel)
- PV Nyíregyházi Gyára
- PV Papírhulladék Begyűjtő Üzemegysége
- PV Alkatrészgyártó, Gépjavító és Szerelő Üzemegysége

Egyéb: https://magyarpapirmuzeum.webnode.hu/papirgyarak-kora/

## Textil- és ruhagyárak
- Békéscsabai Kötöttárugyár
- Budaflax – Lenfonó és Szövőipari Vállalat (Budakalászi Textilművek Klinger Henrik Rt., Budakalászi Szövőgyár)
- Debreceni Kötöttárugyár
- Debreceni Ruhagyár
- Dunavecsei Konfekciógyár
- Elegant Május 1. Ruhagyár (Budapest, Marcali)
- Finomposztó Vállalat (Baja)
- Graboplast Győri Pamutszövő- és Textilgyár
- Győri Kötöttkesztyűgyár (Ma: Glovita Kesztyű Zrt.)
- Habselyem Kötöttárugyár III. sz. gyára (Kecskemét)
- Habselyem Kötöttárugyár IV. sz. gyára (Kazincbarcika)
- Habselyem Kötöttárugyár V. sz. gyára (Kiskunfélegyháza)
- Halasi Kötöttárugyár (Kiskunhalas)
- Heavytex Újszegedi Szövő Rt.
- Hódmezővásárhelyi Divat Kötöttárugyár (HÓDIKÖT)
- Fenékpusztai Kendergyár
- FÉKON Ruházati Vállalat (Dunaújváros)
- Kapuvári Kendergyár
- Komádi Kendergyár
- Kőszegi Posztó és Nemezgyár
- LATEX – Lakástextil Vállalat (Szombathely)
- Lőrinci Szalagszövő- és Csipkegyár
- Magyar Viscosa Rt. (Nyergesújfalu)
- Magyaróvári Kötöttárugyár
- Mezőtúri Szőnyeggyár
- Miskolci Textilipari Rt.
- Mohácsi Szövőgyár
- Nagyatádi Cérnagyár
- Ózdi Ruhagyár
- Pamutnyomóipari Vállalat
- Paszományárugyár
- Pápai Fehérneműgyár
- Pápai Textilgyár
- RICO Kötszerművek
- Salgótarjáni Ruhagyár
- Senior Váci Kötöttárugyár
- Soproni Ruhagyár
- Soproni Szőnyeggyár
- Soproni Szövőgyár
- STYL Ruhagyár (Szombathely)
- Szegedi Ruhagyár
- Szegedi Textilművek
- Szentgotthárdi Selyemgyár
- Szirén Ruházati Kft. (Szarvas)
- Szombathelyi Pamutipari Vállalat
- Szombathelyi Takarógyár
- Tatai Szőnyeggyár
- Tolnai Selyemfonógyár
- Váci Bélésszövetgyár
- VOR – Vörös Október Ruhagyár (Vörös Október Férfiruhagyár)
- Zalaegerszegi Ruhagyár

## Vegyipari gyárak
- Tiszamenti Vegyiművek (Szolnok)
- PEMŰ Műanyagipari Zrt. (Pest Megyei Műanyagipari Vállalat, Solymár)
- Péti Nitrogénművek
- Magyar Viscosagyár (Nyergesújfalu) (Ma: Zoltek Rt.)
- Dunai Finomító (Százhalombatta)
- Tiszai Vegyi Kombinát (MOL Petrolkémia Zrt.) (Tiszaújváros)
- Balatonfűzfői Nitrokémia

### Műanyaggyárak
- MOL Petrolkémia Zrt. (korábban Tiszai Vegyi Kombinát, Tiszaújváros)
- BorsodChem (korábban Borsodi Vegyi Kombinát, Kazincbarcika)
- Pannonplast Műanyagipari Vállalat (Budapest)
- Miskolci Műanyaggyár (Star-Plus Műanyagipari Kft.)
- Észak-Magyarországi Vegyiművek (Sajóbábony)

### Gyógyszergyárak
- Biogal Gyógyszergyár (Debrecen)
- Alkaloida Vegyészeti Gyár (Tiszavasvári)
- Richter Gedeon Nyrt.
- Egis Gyógyszergyár Zrt.

### Gumigyárak
- Cordatic Magyar Gumiabroncs Rt.
- Wolfner Gyula és Társa Gumigyára Rt. (Budapest)
- Palma Gumigyár (Emergé Palma Kaucsuk Rt., Budapest)
- Műszaki Gumigyártó Kft. (Kiskunmajsa)
- Taurus Gumiipari Vállalat (Budapest)
- Csepel Autógyár (Szigetszentmiklós)
- Hankook Tire Magyarország Kft. (Rácalmás)

### Műtrágyagyárak
- Enyingi Műtrágya Üzem

## Gázgyárak[4]
- Székesfehérvári Gázgyár 1872-1972
- Debreceni Gázgyár 1863-1970
- Szegedi Gázgyár 1865-1974
- Soproni Gázgyár 1866-1986
- Győri Gázgyár 1869-1976
- Pécsi Gázgyár 1870-1985
- Szombathelyi Gázgyár 1873-1977
- Miskolci Gázgyár 1882-1970
- Bajai Gázgyár 1887-1980

## Nyomdaipar
- Athenaeum Nyomda
- Kner Nyomda (Gyomaendrőd)
- Alföldi Nyomda (Debrecen)
- Sylvester Nyomda (Szombathely)
- Pátria Nyomda
- Révai Nyomda
- Szikra Lapnyomda

## Egyéb üzemek
- Forte Filmgyár (Vác)
- Esztergomi Szemüvegkeret Gyár (Granvisus)
- Videoton Holding Zrt. (Székesfehérvár)
- Remix Rádiótechnikai Gyár  (Szombathely)

## Egyéb ipari létesítmények

### Bányászati vállalatok
- Dorogi Szénbányák
- Mecseki Szénbányák
- Oroszlányi Szénbányák
- Tatabányai Bányák Vállalat
- Veszprémi Szénbányák
- Borsodi Szénbányák

### Szélmalmok[5]
- Felsőszentiváni szélmalom
- Kiskundorozsmai szélmalom
- Téti szélmalom szélmalom
- Jánoshalmai szélmalom
- Kiskunhalasi szélmalom
- Tataházai szélmalom
- Kiskunfélegyházai szélmalom
- Tési szélmalmok
- Enyingi szélmalom

### Egyéb
- Dorogi hulladékégető
- Göngyöleg Ellátó Vállalat